# Kyōsuke Matsuyama
Kyōsuke Matsuyama (japanisch 松山恭助 Matsuyama Kyōsuke,* 19. Dezember 1996 in Tokio) ist ein japanischer Florettfechter, der bei den Weltmeisterschaften 2023 eine Bronze- und eine Goldmedaille gewann sowie bei den Olympischen Sommerspielen 2024 im Mannschaftswettbewerb die Goldmedaille erkämpfte.

## Leben und Karriere
Matsuyama wuchs in Taitō, einem Bezirk der Präfektur Tokio, auf und begann auf Anregung seiner Mutter hin mit vier Jahren zusammen mit seinem älteren Bruder zu fechten. Er kämpft mit der linken Hand. In der fünften Klasse wählte man ihn aus, Japan bei Fechtturnieren zu repräsentieren. Während seiner letzten Schuljahre gewann er drei Schul-Fechtturniere hintereinander. 2016 siegte er bei den Junior Weltmeisterschaften.
2017 gewann Matsuyama bei der Universiade in Taiwan die Silbermedaille im Einzelkampf und Gold mit der japanischen Florettmannschaft, zusammen mit Takahiro Shikine, Toshiya Saito und Ryohei Noguchi. Er nahm im folgenden Jahr an den Asienspielen 2018 teil und kam mit der japanischen Florettmannschaft auf den dritten Platz. Vier Jahre später, in Hangzhou, wiederholte er diesen Erfolg bei den Asienspielen.
2019 belegte Matsuyama mit seinen Teamkollegen Ryō Miyake, Takehiro Shikine und Kenta Suzumura bei den Asienmeisterschaften den ersten Platz.
Matsuyama nahm auch an den Olympischen Sommerspielen 2020, die wegen der COVID 19-Pandemie erst 2021 stattfanden, teil. Er belegte bei den Spielen im Einzel des Florettfechtens den 14. Platz. Mit seinen Teamkollegen Toshiya Saito, Takahiro Shikine und Yudai Nagano kam er beim Mannschaftswettbewerb hinter Frankreich, der russischen Delegation und den USA auf den 4. Platz.
Im Dezember 2022 nahm Matsuyama den zweiten Platz mit dem japanische Florettfechtteam beim FIE World Cup Turnier von Tokio ein. Die Mannschaft verlor nur mit 45-31 gegen die USA, besiegte aber den Favoriten Italien mit 45-30.
Bei den Fechtweltmeisterschaften 2023 in Mailand gewann Matsuyama im Einzel eine Bronzemedaille und erkämpfte mit der japanischen Mannschaft, bestehend aus Kazuki Iimura, Takahiro Shikine und Kenta Suzuma, die Goldmedaille. 
2024 gewann Matsuyama bei den Asienmeisterschaften die Goldmedaille im Florett Einzel.
Matsuyamas Trainer in der japanischen Florettherrenmannschaft ist seit Ende 2021 der französische Fechter Erwann Le Péchoux, dessen Ziel es ist, das Herrenteam erfolgreich auf die Olympischen Sommerspiele 2024 in Paris vorzubereiten. Bei den Spielen errang die Mannschaft Gold und Matsuyama im Einzelwettbewerb den 10. Platz.
Matsuyama studierte an der Waseda-Universität Tokio Sportwissenschaft und schloss sein Studium 2020 ab. Er arbeitet seitdem als Büroangestellter (Stand 2023) und wird seit 2019 von der Japan Travel Bureau Corporation (JTB) gesponsert (Stand 2023).
Sein Vorbild im Fechten ist der japanische Athlet Yūki Ōta.